# Die Söhne der drei Musketiere
Die Söhne der drei Musketiere (Originaltitel: At Sword’s Point, Verweistitel: Die Söhne der Musketiere) ist ein US-amerikanischer Abenteuerfilm von 1952 unter der Regie von Lewis Allen. Die Hauptrollen sind neben Cornel Wilde und Maureen O’Hara mit  Robert Douglas und Gladys Cooper besetzt. 

## Handlung
„Frankreich 1648: Ein schicksalsschweres Jahr in der Geschichte dieses Landes: Kardinal Richelieu, der große Staatsmann, ist tot. Terror und Gewalt regieren. Der machthungrige Adel des Landes versucht die Herrschaft an sich zu reißen.“ Königin Anne, die Witwe Ludwig XIII., bedeutet ihrem Arzt, dass sie wisse, dass es mit ihr zu Ende gehe, leider wisse das der Duc de Lavalle, dessen Anblick sie kaum noch ertragen könne, auch. Ihr Land befindet sich zu diesem Zeitpunkt in einem politischen Chaos. Ihr schlimmster Gegner ist de Lavalle, ein führendes Mitglied des Rates der Adligen, der äußerst intrigant vorgeht. Er will Henriette, die Tochter der Königin, heiraten und den legitimen Thronfolger, den jungen Prinzen Louis töten. Die Königin, die von den bestochenen Hofbediensteten kaum Hilfe zu erwarten hat, sieht nur noch eine Möglichkeit. Sie nimmt Kontakt mit den Musketieren auf, die sie bereits als junge Frau unterstützten. D’Artagnan ist inzwischen tot, sein Sohn, der seinen Namen trägt, weiß jedoch von der Bedeutung des Ringes, der die Lilien der Bourbonen im Wappen trägt, und den die Königin als Hilferuf in höchster Not geschickt hat, und macht sich sofort auf den Weg zu Aramis, der ebenfalls für seinen Vater reitet. Da Porthos inzwischen an der Gicht leidet, schickt auch er seinen Sohn. Nun fehlt nur noch Athos, er hat zwar einen Sohn, der ist aber noch zu klein, weshalb seine Tochter Claire sich auf den Weg zu den anderen Musketieren macht. Die junge Dame ist unübertroffen im Schwertkampf und läuft bevorzugt in Männerkleidung herum. Auf dem Weg zur Königin haben die vier schon so manchen Kampf zu bestehen, da man sie um jeden Preis unschädlich machen will.
Nachdem die Musketiere sich bei Königin Anne vorgestellt haben, bittet die Königin sie, ihre Tochter Henriette nach Spanien in Sicherheit zu bringen, der König dort sei ihr Vetter. Dann vertraut sie den Musketieren noch an, dass ihr Sohn Louis in einem Kloster versteckt sei. Niemand sonst kenne seinen Aufenthaltsort. Eine weitere Widersacherin hat die Königin in Comtesse Claudine, die für Lavalle spioniert. Leider gelingt es dem Duc und seinen Vasallen drei der Musketiere erst einmal festzusetzen. Er lässt die Männer foltern, damit sie ihm den Aufenthaltsort von Louis preisgeben, hat damit jedoch keinen Erfolg. De Lavalle geht sogar soweit die Hinrichtung D’Artagnans und der weiteren Musketiere anzusetzen, sein letztes Mittel, die Königin selbst unter Druck zu setzen. Sollte sie seiner Heirat mit ihrer Tochter Henriette nicht zustimmen, müssten die Männer sterben. Das Volk, das seine Königin liebt, soll Glauben gemacht werden, dass es der Königin Wunsch sei, dass Henriette sich mit de Lavalle vermählt. Die Königin sieht nun keinen anderen Ausweg mehr, um die Musketiere zu retten und erklärt sich mit de Lavalles Bedingungen einverstanden. Die Musketiere sind frei und die Hochzeit wird umgehend anberaumt. Als die Braut in der Kirche ihrer Schleier lüftet, erlebt de Lavalle eine böse Überraschung, Claire hat Henriettes Platz während der Hochzeitszeremonie eingenommen. Die Musketiere sind unterdessen mit Henriette unterwegs, um sie doch noch in Sicherheit zu bringen. Auf ihrer Flucht erfahren sie, dass Königin Anne tot ist. 
Unterdessen versucht man Claire, die gefangen gehalten wird, mit Hilfe der intriganten Comtesse Claudine eine Falle zu stellen. Sie soll glauben, dass die Comtesse auf ihrer Seite sei. Claudine arrangiert eine von de Lavalle abgesegnete Flucht und man erzählt Claire, dass man die Musketiere wieder gefangen genommen habe. Tatsächlich gelingt es der Comtesse, Claire das Geheimnis über Louis Aufenthaltsort zu entlocken. Umgehend leitet die Comtesse eine entsprechende Nachricht an de Lavalle weiter, der sich daraufhin schon als neuer Regent Frankreichs feiern lässt. 
Inzwischen sind die Musketiere zusammen mit Henriette beim Kloster, in dem Louis versteckt gehalten wird, angelangt. Allerdings ist das schon vom Duc de Lavalle und seinen Vasallen eingenommen worden. Er zwingt Louis und Henriette eine Kutsche zu besteigen, wer jetzt das Sagen habe, würden sie alle schon noch merken. Inzwischen ist auch Claire mit der verräterischen Comtesse in der Nähe des Klosters eingetroffen, wo sie auf die Musketiere trifft. Schnell wird klar, welch falsches Spiel Claudine gespielt hat und man berät sich, was nun zu tun sei. Von oben herab verrät die Comtesse den Musketieren, dass Louis die Fahrt nach Paris nicht überleben werde, denn seit dem Tod der Königin sei de Lavalle allmächtig. 
De Levalle hat inzwischen Louis’ Unterschrift unter ein Dokument erpresst und plant dessen Ermordung. Dem Volk will er verkünden, dass der König während der Reise vor Erschöpfung vermutlich an einer Herzschwäche gestorben sei. Henriette hat er so unter Druck gesetzt, dass sie ebenfalls um ihr Leben fürchten muss. Mit einer List bekommen die Musketiere heraus, wo de Levalle sich mit Louis und Henriette aufhält. Da sie Verstärkung brauchen mobilisieren sie in Windeseile weitere mutige Männer, die gleich ihnen tapfere Musketiere und der Krone treu ergeben sind, und mit ihnen zusammen reiten, um den jungen König und die Prinzessin zu befreien. Als Eintrittskarte ins Schloss von Laverne bedienen sie sich der Comtesse. Dann sorgt man dafür, dass auch die  übrigen Musketiere ins Schloss eindringen können und ein Kampf auf Leben und Tod entbrennt zwischen ihnen und den Vasallen von de Levalle. Letztendlich ist es D’Artagnan persönlich, der den Kampf mit de Levalle aufnimmt und ihn im Schwertkampf tötet. Die Musketiere schwören Louis, dem neuen König, ihre Treue und D'Artagnan und Claire, die sich schon bei ihrer ersten Begegnung ineinander verliebten, fallen sich glücklich in die Arme.

## Produktionsnotizen und Hintergrund
Produziert wurde der Film im Zeitraum Mitte Dezember 1949, weitere Aufnahmen entstanden im Februar 1950. Es handelt sich um einen Film der RKO Radio Pictures Inc. Die Kostüme stammen von Edward Stevenson. Veröffentlicht wurde er in den Vereinigten Staaten im Februar 1952. Am 9. April 1952 lief er in New York an. In der Bundesrepublik Deutschland kam er am 22. August 1952 in die Kinos, in Österreich im März 1953. In der DDR lief der Film unter dem Titel Die Söhne der Musketiere erstmals am 28. November 1964 im Fernsehen. Das Neue Film-Programm führt als Filmtitel: Die Söhne der 3 Musketiere.
Der Arbeitstitel des Films lautete Sons of the Musketeers. Laut Hollywood Reporter soll die Geschichte 1946 für 25.000 $ erstanden und 1947 an RKO weiterveräußert worden sein. Für die Rolle des alten Porthos wurde Alan Hale senior, der Vater von Alan Hale junior, der im Film den jungen Porthos verkörpert, von Warner Bros. ausgeliehen. Noch bevor er seine Rolle vollenden konnte, verstarb Hale senior jedoch im Januar 1950. Er wurde von Moroni Olsen ersetzt. Ende September 1950 wurden weitere Szenen mit Cornel Wilde zum Film hinzugefügt, was auf die Einflussnahme von RKO-Boss Howard Hughes zurückgehen soll.
Maureen O’Hara, die, aufgrund ihres atemberaubenden Aussehens und ihrer wunderschönen rote Haare, oftmals als die Königin in Technicolor bezeichnet wurde  war zu jener Zeit prädestiniert dafür Rollen zu spielen, die ihre Fähigkeiten, ein Schwert zu führen oder sich am Schiffsmast hochzuhangeln, wie beispielsweise in Riff-Piraten, ins rechte Licht rücken konnten. Sie war in den 1940er-Jahren oftmals die populäre Heldin in Abenteuerfilmen. Auch dieser 1949 gedrehte Film bedient sich ihrer verwegenen Vitalität und Ausstrahlung. In ihrer Rolle als Tochter des Musketeers Athos steht sie den Söhnen von D’Artagnan, Porthos und Aramis in Mut, Intelligenz sowie der Kunst des Fechtens in nichts nach. Die Filmhistorikerin Jeanine Basinger befand 1995 in der Wesleyan University Press, dass die Bedeutung des Films darin liege, dass er eine Frau zeige, die gleich sei in der Welt der Männer. Es werde im Film keine große Sache daraus gemacht, dass sie eine feminine Frau sei, aber auch ebenso gut zu fechten verstehe, wie die Männer und einem Duell nicht aus dem Weg gehe.
Alan Hale junior spielt den Sohn des Porthos. Sein Vater, Alan Hale senior, spielte die Rolle des Porthos in dem Film Der Mann mit der eisernen Maske (1939) und Hale junior spielte diesen Charakter außerdem in Das Geheimnis der eisernen Maske (1979). Darin wurde die Rolle des alternden D’Artagnan vor Cornel Wilde gespielt, der in diesem Film D’Artagnans Sohn spielt. Schließlich wäre noch Moroni Olsen zu nennen, der in diesem Film den alten Porthos spielt, eine Rolle, die er bereits in dem 1935 entstandenen Film Die drei Musketiere als junger Porthos verkörpert hatte.
Es gibt zahlreiche Verfilmungen dieses Stoffes, siehe → hier. 
DVD
Der Film ist am 13. März 2009 von Sony Film als Special Collectors Edition veröffentlicht worden, zusammen mit der Verfilmung Der tolle Musketier. Ebenfalls 2009 wurde er von Sunfilm Entertainment auf DVD herausgegeben.

## Vergleich historische Fakten – Filmhandlung
Anna von Österreich (1601–1666), späterer französischer Name Anne d'Autriche, war eine spanisch-portugiesische Infantin und Erzherzogin von Österreich aus dem Hause Habsburg. Ab 1615 war sie Königin und von 1643 bis 1651, als Mutter des noch minderjährigen Ludwig XIV., Regentin von Frankreich. Richelieu (1585–1642) war ein französischer Aristokrat, Kirchenfürst und Staatsmann. Er war bis zu seinem Tod unter König Ludwig XIII. (1601–1643) als Erster Minister die bestimmende politische Figur in der französischen Politik. König Ludwigs Frau, Anna von Österreich war sehr bestürzt, als Richelieu um 1640 gegen Ende des Dreißigjährigen Krieges Rebellen in Katalonien und Portugal, die sich gegen die Zentralmacht in Madrid auflehnten, unterstützte. 
Anders als im Film dargestellt starb Richelieu bereits 1642. Königin Anne dagegen starb nicht, als Louis/Ludwig noch ein Kind war. Der junge König lebte bis zu seinem 13. Lebensjahr (1651) unter der Regentschaft seiner Mutter, auch wenn die tatsächliche Macht in dieser Zeit von Kardinal Mazarin ausgeübt wurde. Er hatte auch keine Schwester, sondern nur einen zwei Jahre jüngeren Bruder (Philipp 1640–1701).

## Kritik
Das Lexikon des internationalen Films sprach von einer „europäische[n] Geschichte aus amerikanischer Sicht: Wildwest in historischen Kostümen“. Außerdem befand man: „Mit weniger Witz und Elan als das zwei Jahre vorher entstandene filmische Vorbild ‚Die drei Musketiere‘ inszeniert.“
Für Cinema war Maureen O’Hara als „aparte Klingen-Lady“ das „Highlight des amüsanten Kostümfilms“.
HHT von der New York Times sprach von einer am Fließband gefertigten Produktion, die hölzern daherkomme. Auch den Dialogen konnte man nichts abgewinnen. Immerhin bescheinigte man Maureen O’Hara, dass sie in ihrer Männerkleidung hinreißend aussehe und dass Cornel Wilde hervorragend mit dem Schwert umgehe. Die Leistung von Gladys Cooper als Königin sei, wie stets bei ihr, gut.
Rinkworks befand, der Film sei unterhaltsam genug, um ihn anzusehen, auch wenn er sich aufplustere.
Edwin Jahiel empörte sich über die vorgenommenen Vereinfachungen und Veränderungen an Alexandre Dumas Roman über die drei Musketiere und deren Fortsetzungen.